# Walshia
Walshia là một chi bướm đêm thuộc họ Cosmopterigidae.